# Chaetopteryx goricensis
Chaetopteryx goricensis är en nattsländeart som beskrevs av Malicky, Krusnik in Malicky, Krusnik, Moretti och Nogradi 1986. Chaetopteryx goricensis ingår i släktet Chaetopteryx och familjen husmasknattsländor. Inga underarter finns listade i Catalogue of Life.